# Motilin receptor
Motilin receptor je G protein-spregnuti receptor koji vezuje motilin. Motilin je intestinalni peptid koji stimuliše kontrakcije glatkih mišića stomaka.

## Literatura
1. ↑  Depoortere I (2001). „Motilin and motilin receptors: characterization and functional significance”. Verh. K. Acad. Geneeskd. Belg. 63 (6): 511—29. PMID 11813507.
2. ↑  Yang X, Dong L, Yang H (2006). „[Evidence for the presence of motilin receptor and a study on the mechanism of motilin induced Ca2+ signaling in rat myenteric neurons]”. Sichuan Da Xue Xue Bao Yi Xue Ban (на језику: Chinese). 37 (5): 683—6. PMID 17037727.

## Dodatna literatura
- Smith RG; Leonard R; Bailey AR;  . (2001). „Growth hormone secretagogue receptor family members and ligands.”. Endocrine. 14 (1): 9—14. PMID 11322507. doi:10.1385/ENDO:14:1:009.
- McKee KK; Tan CP; Palyha OC;  . (1998). „Cloning and characterization of two human G protein-coupled receptor genes (GPR38 and GPR39) related to the growth hormone secretagogue and neurotensin receptors.”. Genomics. 46 (3): 426—34. PMID 9441746. doi:10.1006/geno.1997.5069.
- Feighner SD; Tan CP; McKee KK;  . (1999). „Receptor for motilin identified in the human gastrointestinal system.”. Science. 284 (5423): 2184—8. PMID 10381885. doi:10.1126/science.284.5423.2184.
- Miller P; Roy A; St-Pierre S;  . (2000). „Motilin receptors in the human antrum.”. Am. J. Physiol. Gastrointest. Liver Physiol. 278 (1): G18—23. PMID 10644557.
- Thielemans L; Depoortere I; Van Assche G;  . (2001). „Demonstration of a functional motilin receptor in TE671 cells from human cerebellum.”. Brain Res. 895 (1-2): 119—28. PMID 11259768. doi:10.1016/S0006-8993(01)02055-8.
- Coulie B; Matsuura B; Dong M;  . (2001). „Identification of peptide ligand-binding domains within the human motilin receptor using photoaffinity labeling.”. J. Biol. Chem. 276 (38): 35518—22. PMID 11461914. doi:10.1074/jbc.M104489200.
- Thielemans L, Depoortere I, Vanden Broeck J, Peeters TL (2002). „The motilin pharmacophore in CHO cells expressing the human motilin receptor.”. Biochem. Biophys. Res. Commun. 293 (4): 1223—7. PMID 12054506. doi:10.1016/S0006-291X(02)00356-X.
- Depoortere I; Thijs T; Thielemans L;  . (2003). „Interaction of the growth hormone-releasing peptides ghrelin and growth hormone-releasing peptide-6 with the motilin receptor in the rabbit gastric antrum.”. J. Pharmacol. Exp. Ther. 305 (2): 660—7. PMID 12606621. doi:10.1124/jpet.102.047563.
- Dunham A; Matthews LH; Burton J;  . (2004). „The DNA sequence and analysis of human chromosome 13.”. Nature. 428 (6982): 522—8. PMC 2665288 . PMID 15057823. doi:10.1038/nature02379.
- Matsuura B; Dong M; Naik S;  . (2006). „Differential contributions of motilin receptor extracellular domains for peptide and non-peptidyl agonist binding and activity.”. J. Biol. Chem. 281 (18): 12390—6. PMID 16531413. doi:10.1074/jbc.M511921200.
- „Motilin Receptors: Motilin”. IUPHAR Database of Receptors and Ion Channels. International Union of Basic and Clinical Pharmacology. Архивирано из оригинала 16. 05. 2011. г.

## Spoljašnje veze
- Motilin+receptor на 